# 若阿萨巴
若阿萨巴是巴西圣卡塔琳娜州的一个市镇。总面积232.354平方公里，总人口24435人，人口密度105.2人/平方公里。